# Piscu (Galați)
Piscu es una comuna ubicada en el distrito de Galați, Rumania.

## Superficie
Posee una superficie de 61,61 kilómetros cuadrados.

## Demografía
Hasta 2021 la población era de 4127 habitantes, con una densidad de población de 66,99 habitantes por kilómetro cuadrado.